# Приба (Валча)
Приба (рум. Priba) насеље је у Румунији у округу Валча у општини Рамнику Валча. Oпштина се налази на надморској висини од 525 m.

## Становништво
Према подацима из 2002. године у насељу је живело 16 становника, од којих су сви румунске националности.